# 格雷厄姆·布鲁克豪斯
格雷厄姆·布鲁克豪斯（英語：Graham Brookhouse，1962年6月19日—），英国男子现代五项运动员。他曾代表英国参加1988年和1992年夏季奥林匹克运动会现代五项比赛，其中1988年奥运会获得一枚铜牌。